# Metafroneta subversa
Metafroneta subversa är en spindelart som beskrevs av A. David Blest och Vink 2002. Metafroneta subversa ingår i släktet Metafroneta och familjen täckvävarspindlar. Inga underarter finns listade i Catalogue of Life.